# ژوبین‌دار

مقایسه اندازهٔ ستارهٔ ژوبین‌دار با خورشید.

ژوبین‌دار، نگهبان شمال یا سِماک رامِح (به انگلیسی، Arcturus) یا آلفا گاوران (Alpha Boötis)، نام ستاره‌ای در صورت فلکی گاوران است. این ستاره، چهارمین ستاره از نظر قدرت درخشش در آسمان شب است. این ستاره خاص است زیرا با جریان کلی ستارگان در دیسک تخت کهکشان راه شیری حرکت نمی‌کند. در عوض، ژوبین‌دار به‌طور عمود بر روی دیسک کهکشان با سرعت فوق‌العاده‌ای، حدود ۹۳ مایل (۱۵۰ کیلومتر) در ثانیه، حرکت می‌کند. در طول میلیون‌ها سال این ستاره از دید هرکدام از ساکنان زمین، یا حداقل کسانی که در زمین متولد شده‌اند و تنها با چشم به آن نگاه می‌کنند، محو خواهد شد.
ژوبین در فارسی به معنی نوعی نیزه کوتاه است. نام عربی این پیکر آسمانی یعنی سِماک رامِح نیز به معنای «بالابر نیزه‌دار» است و نام یونانی آن Αρκτούρος (آرکتوروس) که در بیشتر زبان‌های اروپایی نیز به کار می‌رود به معنای «نگهبان خرس» است. در عربی، رامح به معنای دارنده سلاح و ژوبین؛ و اعزل به معنای بی سلاح و بی‌ژوبین است. در عربی به ژوبین‌دار، حارس السماء (نگهبان آسمان) و حارس ألشمال (نگهبان شمال) هم گفته شده است.

## ویژگی‌ها
ژوبین‌دار یک غول نارنجی و رنگ آن سرخ روشن است و از درخشان‌ترین ستاره‌های آسمان شب است. برای رصد آن باید در نیمه‌شب ماه ژوئن به آسمان جنوبی نگریست. این ستاره از نظر جرم با خورشید برابری می‌کند. اگر چهار میلیارد سال آینده از فاصله ۳۷ سال نوری به خورشید نگاه شود در آسمان مشابه نگهبان شمال خواهد بود. سرعت آن بیش از ۱۲۵ کیلومتر بر ثانیه برآورد می‌شود و به علت دوری، ۸۰۰ سال طول می‌کشد تا قوسی برابر نیم‌درجه را در آسمان بپیماید. ۸۰۰ سال دیگر، ژوبین‌دار به اندازه نیم‌درجه، یعنی فاصله‌ای برابر با قطر ظاهری ماه، به صورت فلکی دوشیزه نزدیک‌تر خواهد شد.
ژوبین‌دار که در فاصلهٔ ۳۷ سال نوری از ما واقع شده، ۷٫۱ میلیارد سال عمر دارد. ژوبین‌دار در واقع عضوی از هاله کهکشان ما بوده که به‌طور اتفاقی وارد صفحهٔ کهکشان شده است. اخترشناسان معتقد هستند که این غول بزرگ در کهکشان کوتوله‌ای با ۱۰۰ میلیون ستاره متولد شده که در حدود ۷ میلیارد سال پیش وارد کهکشان راه شیری شده و اکنون به‌طور کامل در کهکشان ما محو شده است. نگهبان شمال عضو گروهی از ستاره‌های پراکنده در آسمان است که حرکتی مشابه در فضا دارند. این گروه «ستاره‌های متحرک نگهبان شمال» نامیده می‌شوند.

## رصد
با رسم کمانی از صورتواره آبگ‌ردان بزرگ به ستاره ژوبین‌دار می‌توانید به ستاره بی‌ژوبین، دست پیدا کنید. قوسی به ژوبین‌دار (سماک رامح) کشیده و سپس آن را به طرف صورت فلکی سنبله ادامه دهید تا به ستاره بی‌ژوبین (سماک‌اعزل) برسید.
برای این کار، قوسی به ستاره ژوبین‌دار رسم کنید. در آسمان شب به سمت شمال شرقی نگاه کنید، صورتواره آبگردان بزرگ را پیدا کنید، هنگامی که آب‌گردان بزرگ را می‌بینید متوجه می‌شوید که دو قسمت دارد: کاسه و دسته. سپس، به صورت ذهنی، خطی خیالی به صورت منحنی در دستگیره آبگردان بزرگ امتداد دهید تا زمانی که به ستاره نارنجی روشنی برسید: قوس را تا رسیدن به ستاره ژوبین‌دار امتداد دهید.
سیاره مشتری گاه به همراه ژوبین‌دار و بی‌ژوبین، مثلث درخشانی پدیدمی‌آورد و با حرکت مشتری در آسمان شب، شکل ظاهری این مثلث در طول ماه دائماً تغییر می‌کند. به هنگام تشکیل این مثلث، تا ۲۰ تیر ۱۳۹۷ مشتری به سمت ستاره بی‌ژوبین حرکت می‌کرد و پس از این تاریخ، از یکدیگر فاصله گرفتند. بر اساس محاسبات ستاره‌شناسان چنین مثلثی تا سال ۲۰۳۰ میلادی در آسمان قابل مشاهده نخواهد بود.

## در فرهنگ‌ها
نگهبان شمال به عنوان یکی از درخشان‌ترین ستاره‌ها در آسمان از دوران باستان، مورد توجه ناظران بوده است. مردم میان‌رودان بر این باور بودند که این ستاره با ایزد انلیل در ارتباط است. در بُندَهِش آمده که برای هر جهت اصلی یک سپاهبد گمارده شده و سپاهبد شمال، ستارهٔ هفت‌اورنگ (محتملاً نگهبان شمال) است.

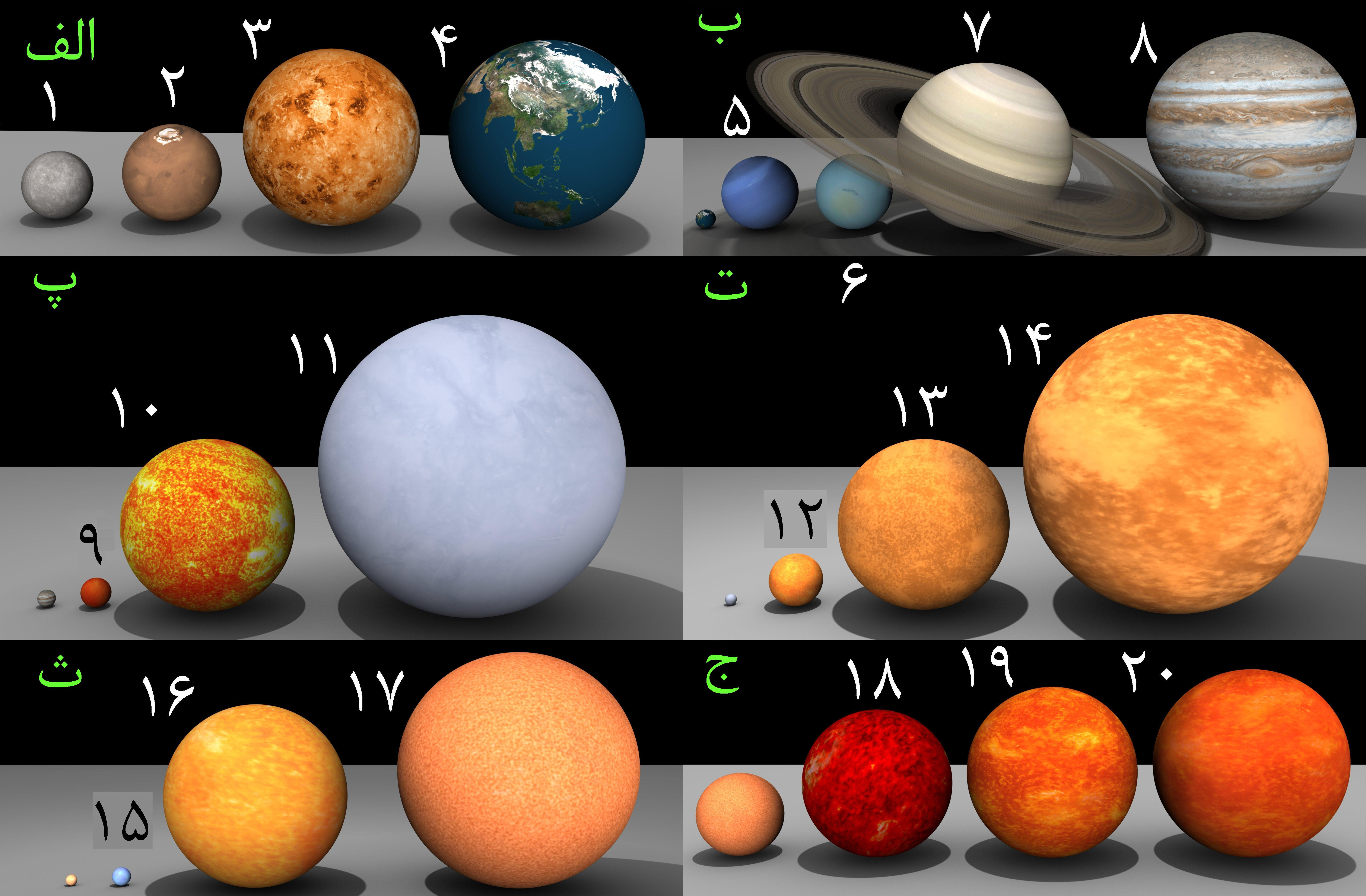
هم‌سنجی سیاره‌های منظومه خورشیدی با تعدادی از ستاره‌های مشهور: الف: زمین (۴) > ناهید (۳) > مریخ (۲) > تیر (۱) ب: مشتری (۸) > زحل (۷) > اورانوس(۶) > نپتون (۵) > زمین (بدون شماره) پ: شباهنگ (۱۱) > خورشید (۱۰) > ولف ۳۵۹ (۹) > مشتری (بدون شماره) ت: دبران (۱۴) > ژوبین‌دار (۱۳) > رأس پیکر پسین (۱۲) > شباهنگ (بدون شماره) ث: ابط‌الجوزا (۱۷) >قلب عقرب (۱۶) > پای شکارچی (۱۵) > دبران (بدون شماره) ج: وی‌وای سگ بزرگ (۲۰) >وی‌وی قیفاووس (۱۹) > مو قیفاووس (۱۸) > ابط‌الجوزا (بدون شماره)

کتاب ذخیره خوارزمشاهی برآمدن این ستاره را نشانهٔ آغاز خزان دانسته.
در ستاره‌شناسی هندوها، ستارهٔ ژوبین‌دار با سیزدهمین منزل ماه هندوها (نکشتره) به نام سواتی متناظر است.

## در ادبیات فارسی
از خاقانی:
بر نیزهٔ او سماک رامح
کمتر ز زحل سنان ندیده است
از نظامی:
در مسیرش سماک آن جدول
گاه رامح نمود و گاه اعزل

## آینده
این ستاره در قبل ستاره ای هم اندازه خورشید بوده و آینده خورشید را نشان می دهد این ستاره در حدود 900 میلیون سال آینده سوخت هلیوم آن تمام خواهد شد سپس سحابی سیاره نما را تشکیل خواهد داد و در مرکز آن کوتوله سفید پدید خواهد آمد 

### خود دیدن
این ستاره 4.7 میلیارد سال بعد در حالی که کوتوله سفید است خورشید را که غول سرخ می شود هم اندازه ی نگهبان شمال خواهد بود آن موقع خورشید از آنجا مانند نگهبان شمال امروزی دیده می شود 